# Zalambdalestidae
Los zalambdaléstidos (Zalambdalestidae) es una familia de mamíferos euterios extinguidos, que poblaron gran parte de Asia, durante el Cretácico y el Paleoceno. La familia fue nombrada por Gregory y Simpson 1926.

## Géneros

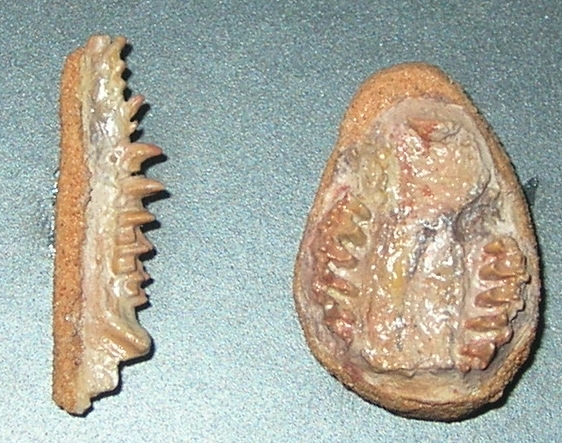
Mandíbula de Z. lechei

- Género: Zalambdalestes (Cretácico superior en la Formación Djadochta, Mongolia)[2]
- Género: Barunlestes (Cretácico superior en la Formación Barun Goyot, Mongolia)[3]
- Género: Anchilestes (Paleoceno inferior en la Formación Wanghudun, China)[4]
- Género: Kulbeckia (Cretácico superior en la Formación Bissekty, Uzbekistán, también descubierto en Tayikistán)[5]
- Género: Alymlestes (Cretácico superior en la Formación Darbasa, Kazajistán)[6]
- Género: Zhangolestes (Cretácico inferior y superior en la Formación Quantou, China)[7]
- Género: Beleutinus? un posible deltateroideo.[8]

La especie, Zalambdalestes grangeri, probablemente no sea un zalambdaléstido.